# Западный шельфовый ледник
Западный шельфовый ледник — один из крупнейших шельфовых ледников в Антарктиде. Площадь 16 370 км², высота над уровнем моря до 70—100 м. Шельфовый ледник был открыт и назван немецкой полярной экспедицией под руководством геолога и исследователя Эриха фон Дригальского в 1901—1903 годах.

Крупнейшие шельфовые ледники Антарктиды.
Росса (472960 км²)
Ронне-Фильхнера (422420 км²)
Эймери (62620 км²)
Ларсена (48600 км²)
Рисер-Ларсена (48180 км²)
Фимбул (41060 км²)
Шеклтона (33820 км²)
Георга VI (23880 км²)
Западный (16370 км²)
Уилкинса (13680 км²)

Местность во многих местах рассечена провалами и трещинами. Площадь ледника, в разное время изменялась, в связи с отколом крупных айсбергов. В последнее время ледник значительно сократился, примерно на одну треть.
Первые серьёзные исследования шельфового ледника провели советские учёные. В 1957—1960 гг. в центральной части ледника, на куполе Завадовского, в течение 3-х месяцев (май — июль), работала метеорологическая станция «Дружба». Ещё две экспедиции проводились в 1964 и 1991 годах.